# Dynamo-Yantar Kaliningrad
Maillots
Le Dynamo-Yantar est un club russe de volley-ball féminin basé à Kaliningrad évoluant pour la saison 2011-2012 en Liga A.

## Historique
- Il a été créé en 2002 sous le nom de Dynamo Moskovskaïa et était composé des jeunes joueuses des clubs du Dynamo Moscou et de l'Ouralotchka Iekaterinbourg.
- En 2006, il prend son nom actuel et est déplacé à Kaliningrad.
- En 2011, il a disparu.

## Palmarès
- Championnat de Russie 
  - Finaliste : 2004

## Effectifs

### Saison 2010-2011 (Dernière équipe)
Entraîneur : Sergueï Alekseïev  Russie 